# Spike in Transylvania
Spike in Transylvania, Spike in Transilvania lub Spikey in Transylvania – komputerowa gra przygodowa z elementami zręcznościowymi wyprodukowana przez Genesis Software a wydana przez Codemasters w 1991 na platformy Amiga, Amstrad CPC, Atari ST, Commodore 64 i ZX Spectrum.

## Zawartość
Spike in Transylvania łączy w sobie mechanikę zaczerpniętą z gier komputerowych z serii Dizzy, również wydawanych przez Codemasters, z grafiką pseudo-trójwymiarową. Głównym bohaterem gry, którym steruje gracz, jest wiking o imieniu Spike. Jego wygląd jest wzorowany na głównym bohaterze komiksów pt. „Hägar the Horrible”. Zadaniem gracza jest uratowanie pojmanych i uwięzionych w lochach zamku członków załogi statku, który rozbił się u wybrzeży Transylvanii. W tym celu należy rozwiązać całą serię łamigłówek, które doprowadzą do zdobycia ośmiu kluczy do cel. Odbywa się to poprzez znajdowanie przedmiotów (można ich nosić maksymalnie 6 naraz), ich używanie, interakcję z napotykanymi postaciami, a także manipulację dźwigniami. Element zręcznościowy gry to unikanie różnych przeciwników, jak np. szczury, duchy, nietoperze czy psy, oraz elementów otoczenia, jak lawa czy krople, w kontakcie z którymi gracz traci energię. Spike nie może skakać, gracz musi manipulować postacią w środowisku trójwymiarowym.
Gra charakteryzuje się poczuciem humoru; np. jeden ze strażników może być przekupiony przy pomocy przenośnego magnetofonu z kasetą z nagraniami grupy Pink Floyd. Wersja na Commodore 64 składa się z 60 ekranów.

## Odbiór gry
Gra uzyskała w większości przychylne opinie recenzentów zajmujących się tematyką gier komputerowych. Miesięcznik „Zzap!64” przyznał grze w wersji na Commodore 64 ocenę w wysokości 91%, a także wyróżnienie Silver Medal Award. Redaktorzy pisma stwierdzili, iż pomysły w grze są ożywczo oryginalne, jednak w porównaniu z serią Dizzy łamigłówki są bardzo proste. Dodatkowo stwierdzono, iż odgłos dzwonu występujący w grze pokazuje pełnię możliwości dźwiękowych układu SID zaimplementowanego w Commodore 64. Recenzent „Commodore Format”, Roger Frames uznał, że gra ma bardzo dobrą grafikę, zbalansowany poziom trudności i że jest warta swojej ceny. Miesięcznik „Crash” przyznał Spike in Transylvania w wersji na ZX Spectrum ocenę 79%. W uzasadnieniu stwierdzono, iż gra jest idealna dla graczy, którzy do tej pory nie grali w gry przygodowe, ma uroczą grafikę i wesołą ścieżkę dźwiękową. Redaktor magazynu „The One Amiga” stwierdził, iż pomimo tego że gra jest przewidywalna i niezbyt skomplikowana, to jednak zapewnia odpowiedni poziom zabawy (ocena: 79%). Alan Dykes z „Sinclair User” odnosząc się do portu na ZX Spectrum napisał, że gra ma cechy gry RPG w klimacie horroru i stanowi wyzwanie, fabuła nie ma jednak zbyt wiele głębi.
Pojawiały się też głosy krytyczne. Miesięcznik „ST Format” w swojej rubryce poświęconej budżetowym grom komputerowym stwierdził, iż gra w wersji na komputery Atari ST ma straszną grafikę, głupie zagadki, sposób poruszania się postaci jest trudny, a muzyka mogłaby służyć do straszenia kotów. Z kolei Peter Lee z „Amiga Action” poświęconemu komputerom Amiga przyznał ocenę 68% i stwierdził, iż gra jest zdecydowanie zbyt łatwa i wygląda jak na komputery 8-bitowe.